# Grabstein der Sagira bat Shmuel
Der Grabstein der Sagira bat Shmuel (Samuel) († August/September 1172) steht auf dem jüdischen Friedhof „Heiliger Sand“ in Worms. Im 19. Jahrhundert wurde er und damit auch der Friedhof insgesamt zunächst viel zu alt datiert.

## Forschungsgeschichte
Ludwig Lewysohn publizierte den Stein 1855 mit einer Inschrift aus dem Jahr 905 n. Chr. Der Stein wäre der älteste des Friedhofs gewesen. Schon bei der Veröffentlichung dieser Entdeckung gab es eine Diskrepanz zwischen der gedruckten Version und dem, was Lewysohn tatsächlich gelesen hat: Nämlich das Jahr 900 n. Chr. Allerdings schränkte Lewysohn selbst ein, dass die Schrift nur noch schwer lesbar sei. Rabbiner Bamberger, der mit Lewysohn zusammen arbeitete, meinte sogar 872 n. Chr. übersetzen zu dürfen. Damit galt der Grabstein der Sagira bat Shmuel als der älteste bekannte jüdische Grabstein nördlich der Alpen. Eine typologisch-kunstgeschichtliche Einordnung war damals noch nicht möglich. Die bei den ältesten Steinen auf dem Heiligen Sand über jeder Zeile erscheinenden waagrechten Linien gibt es auf dem Stein der Sagira bat Shmuel nicht (mehr). Das Schriftfeld liegt vielmehr im Spiegel eines vertieften Rundbogens.
Aufgrund der Bestimmung von Lewysohn galt der Grabstein als herausragendes Denkmal des Friedhofs und wurde in eine Auswahl von Steinen aufgenommen, die damals restauriert wurden. Das bedeutete, dass der nur noch schwer lesbare Schriftzug im Sinne der Lesung von Lewysohn „renoviert“ wurde. Der Stein war in der Folgezeit zunächst nicht mehr auffindbar. Eine erste Kritik an der Lesung von Lewysohn war deshalb rein epigraphischer Art. Ein Gelehrter namens Rapoport stellte fest, dass Wendungen im Text der Inschrift des Steins bei frühen Grabinschriften nicht vorkommen, also eine Fehldatierung vorliegen müsse. Erst 1904 wurde der Stein bei der Katalogisierung der Grabsteine durch Kantor Rosenthal und den Lehrer Rothschild auf dem Friedhof wiederentdeckt. Die genaue Untersuchung ergab, dass trotz der „Renovierung“ des Steins der zu lesende Zahlenwert nicht „900“, sondern „1100“ zu lesen war.
Der Grabstein trägt nach der Inventarisation von Rosenthal und Rothschild die Nummer 938, nach der Nummerierung des Salomon Ludwig Steinheim-Instituts die Nummer 115.